# Lijst van personen overleden in juni 2024
Dit is een lijst van bekende personen die zijn overleden in juni 2024.
| 1 | 2 | 3 | 4 | 5 | 6 | 7 | 8 | 9 | 10 | 11 | 12 | 13 | 14 | 15 | 16 | 17 | 18 | 19 | 20 | 21 | 22 | 23 | 24 | 25 | 26 | 27 | 28 | 29 | 30 |
| - | - | - | - | - | - | - | - | - | -- | -- | -- | -- | -- | -- | -- | -- | -- | -- | -- | -- | -- | -- | -- | -- | -- | -- | -- | -- | -- |

### 1 juni

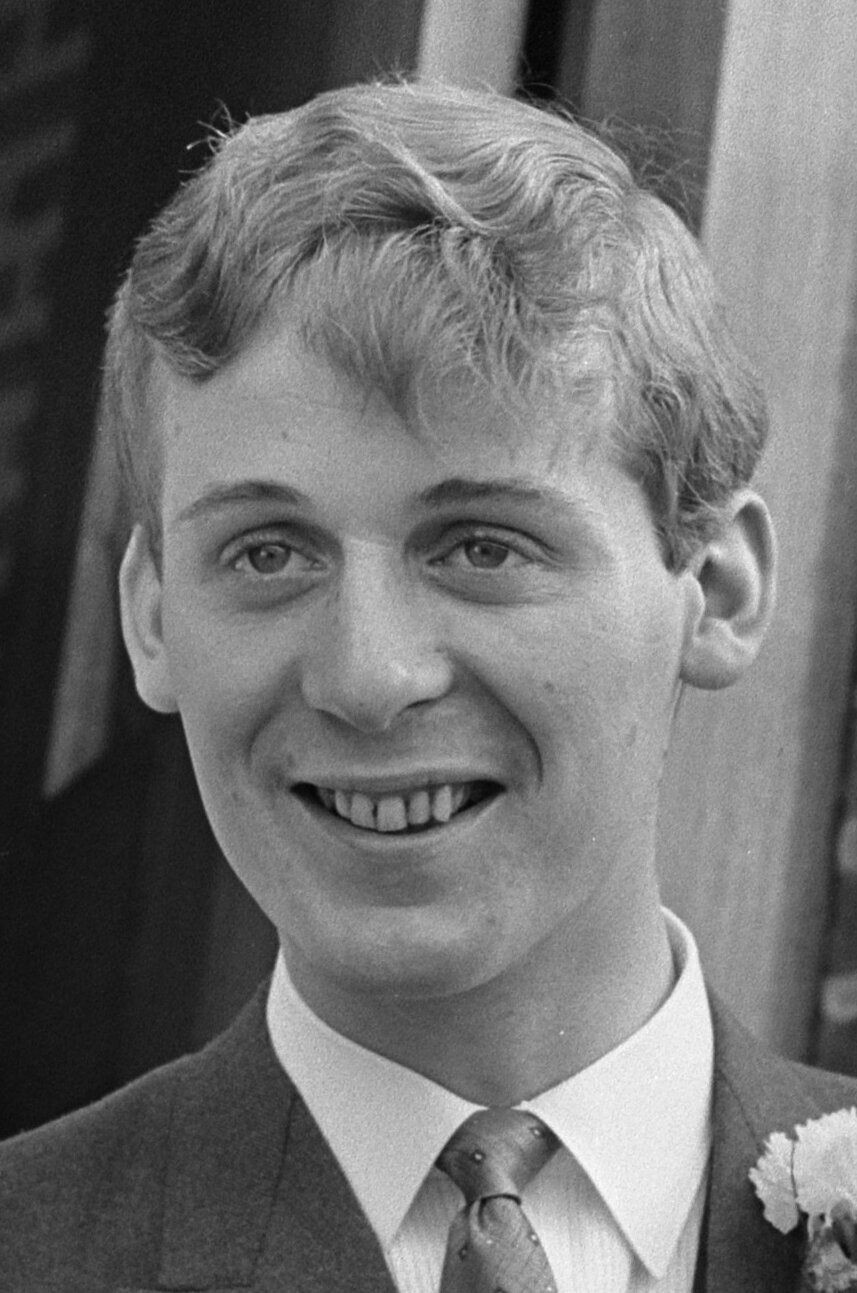
Harry van Hoof
1 juni

- Erich Anderson (67), Amerikaans acteur[1]
- Harry van Hoof (81), Nederlands dirigent en componist[2]
- Ruth Maria Kubitschek (92), Duits-Zwitsers actrice[3]
- Jean Daniel Pession (28), Italiaans skiër[4]
- Q.S. Serafijn (Robert Hack) (64), Nederlands beeldhouwer, installatiekunstenaar, fotograaf en schrijver[5]
- Artoer Tsjilingarov (84), Russisch politicus en geograaf[6]
- Dick Vethaak (70), Nederlands toxicoloog en bioloog[7]

### 2 juni

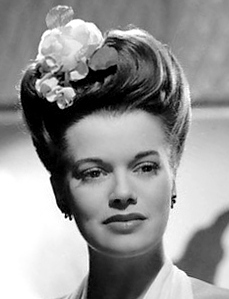
Janis Paige
2 juni

- Wensley Bundel (75), Surinaams voetballer en voetbalcoach[8]
- Rob Burrow (41), Engels rugbyspeler[9]
- Carl Cain (89), Amerikaans basketballer[10]
- Jeannette Charles (96), Brits actrice[11]
- Emma Lou Diemer (96), Amerikaans componiste, muziekpedagoge en organiste[12]
- David Levy (86), Israëlisch politicus[13]
- Janis Paige (Donna Mae Tjaden) (101), Amerikaans actrice[14]

### 3 juni

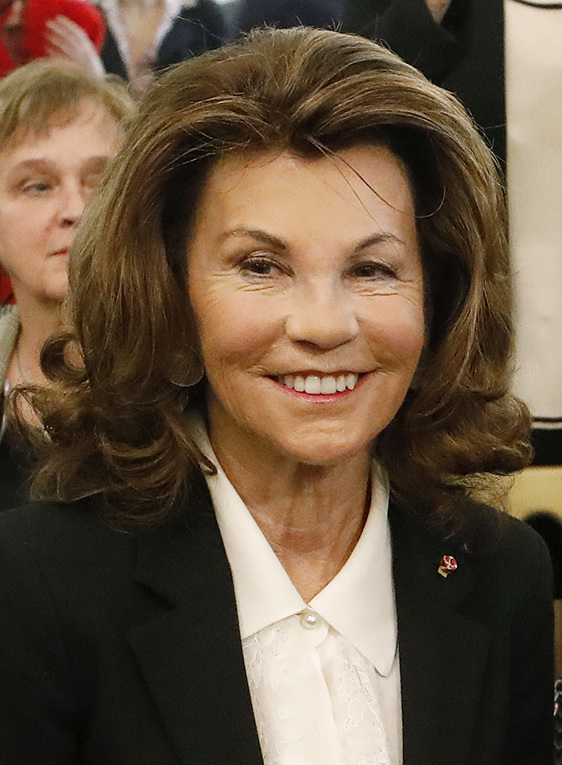
Brigitte Bierlein
3 juni

- Brigitte Bierlein (74), Oostenrijks juriste en politica[15]
- Brother Marquis (Mark D. Ross) (58), Amerikaans rapper[16]
- Jürgen Moltmann (98), Duits theoloog[17]
- Dag Erik Pedersen (64), Noors wielrenner[18]
- Armando Silvestre (98), Amerikaans-Mexicaans acteur[19]
- Gerrie Wachtmeester (67), Nederlands kunstenaar[20][21]

### 4 juni

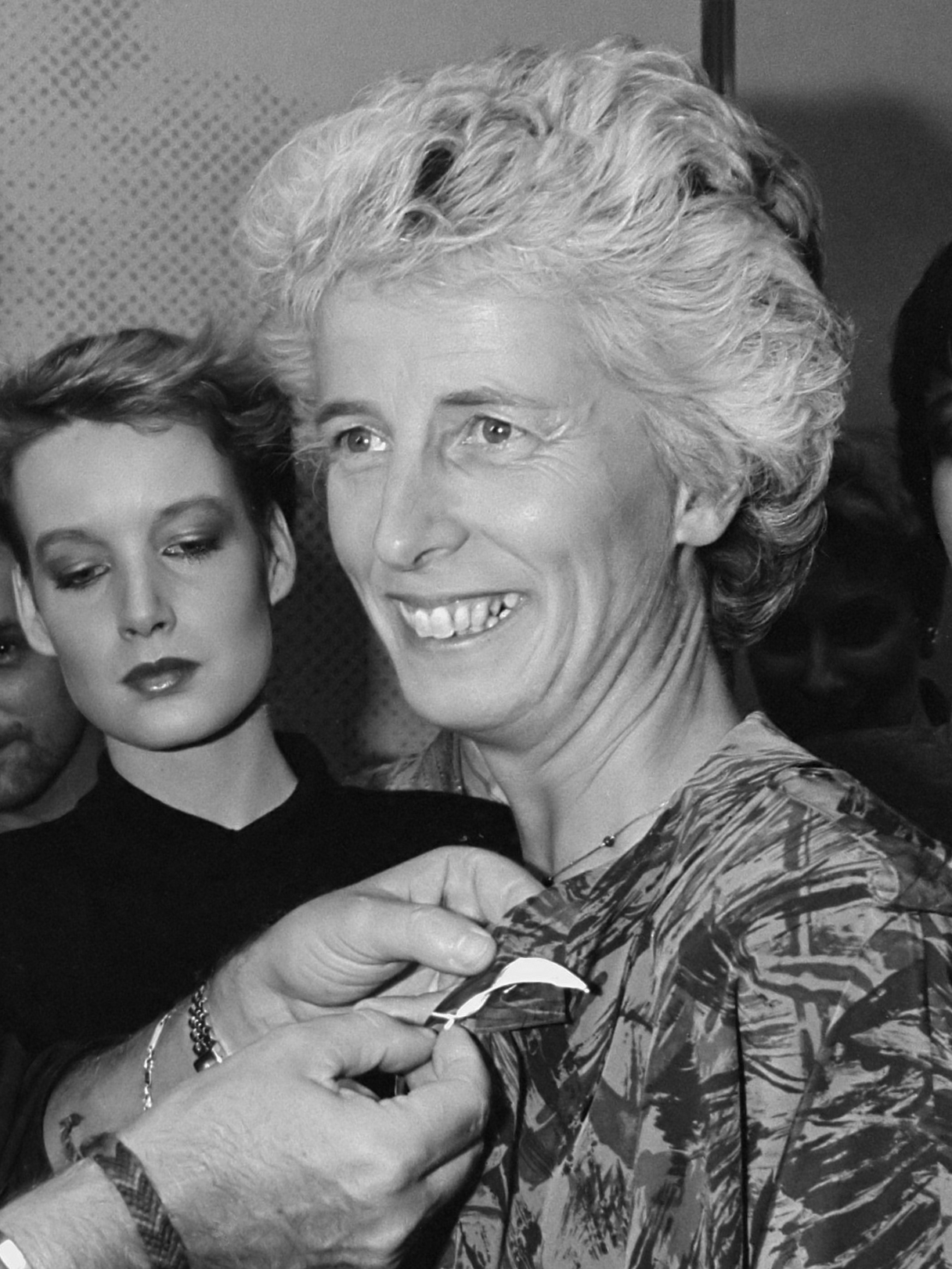
Ria Lubbers
4 juni

- Parnelli Jones (90), Amerikaans autocoureur en teameigenaar[22]
- Matilda Koen-Sarano (84), Israëlisch schrijfster[23]
- Ria Lubbers (83), Nederlands premiersvrouw[24]
- Jan Reehorst (101), Nederlands politicus[25]

### 5 juni
- Michael Mosley (67), Brits arts, journalist en televisiepersoonlijkheid[26]
- Rosalina Neri (96), Italiaans actrice[27]
- Ben Vautier (88), Frans kunstenaar[28]
- Kees Vierhouten (51), Nederlands ondernemer en grootaandeelhouder[29]

### 6 juni
- Fumihiko Maki (95), Japans architect[30]
- Sergej Novikov (86), Russisch wiskundige[31]

### 7 juni

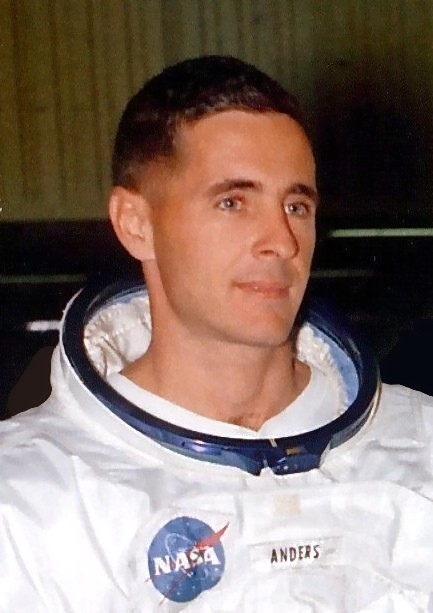
William Anders
7 juni

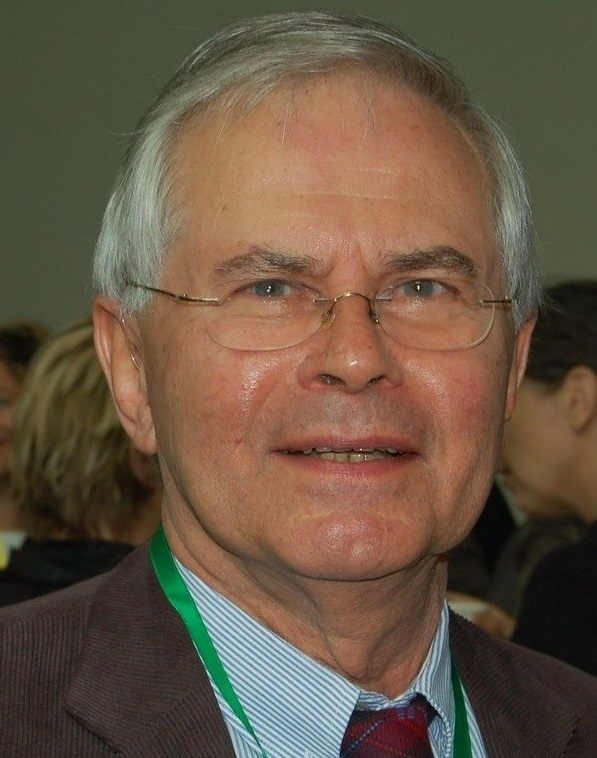
Alexander Heldring
7 juni

- William Anders (90), Amerikaans astronaut[32]
- Alexander Heldring (84), Nederlands ambassadeur[33]

### 8 juni
- Mark James (83), Amerikaans songwriter[34]
- Wiel Logister (85), Nederlands theoloog en provinciaal[35]
- Klaus Töpfer (85), Duits politicus[36]

### 9 juni

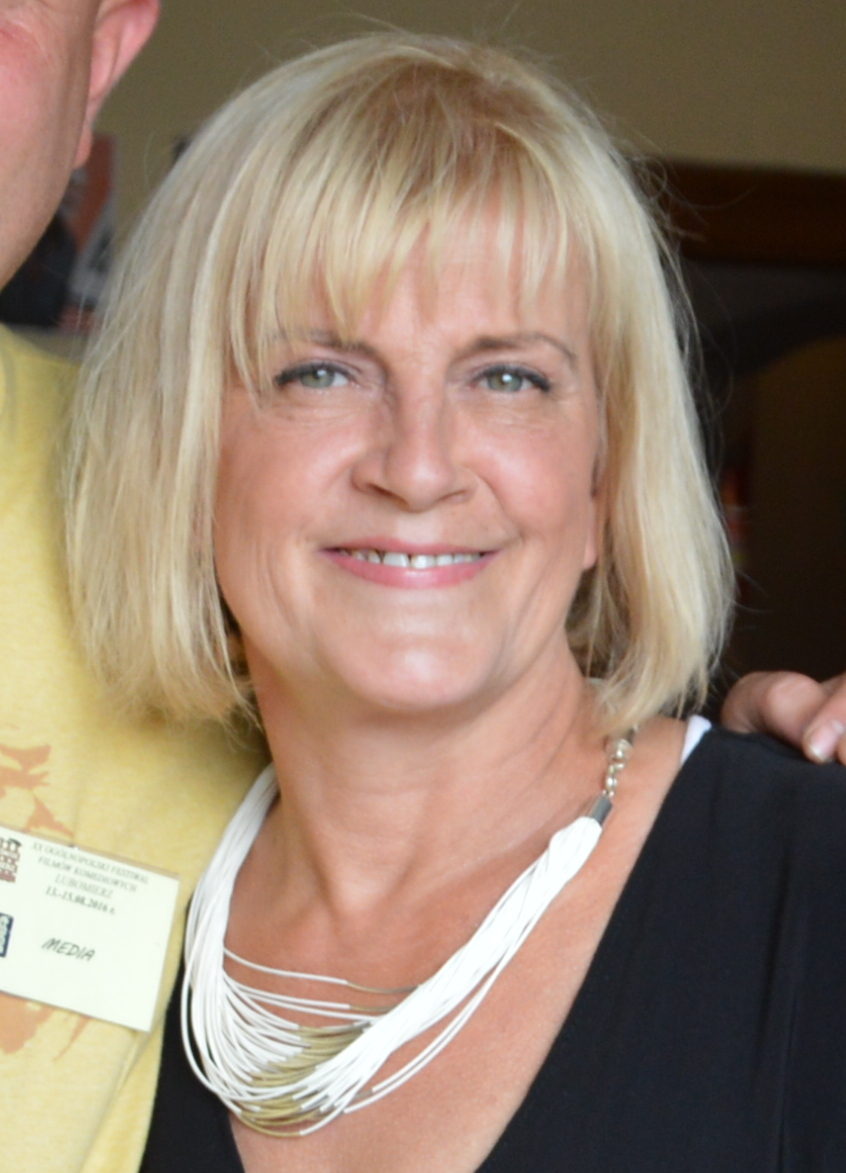
Marzena Kipiel-Sztuka
9 juni

- Marzena Kipiel-Sztuka (58), Pools actrice[37]

### 10 juni
- Eric Beekes (75), Nederlands acteur en zanger[38]
- Saulos Chilima (51), Malawisch vicepresident[39]
- Theo Heuft (89), Nederlands bordeelhouder[40]
- Lennart van der Meulen (65), Nederlands omroepbestuurder[41]
- Arnold Mindell (84), Amerikaans psychotherapeut[42]
- Friedrich Wolff (101), Duits advocaat[43]

### 11 juni

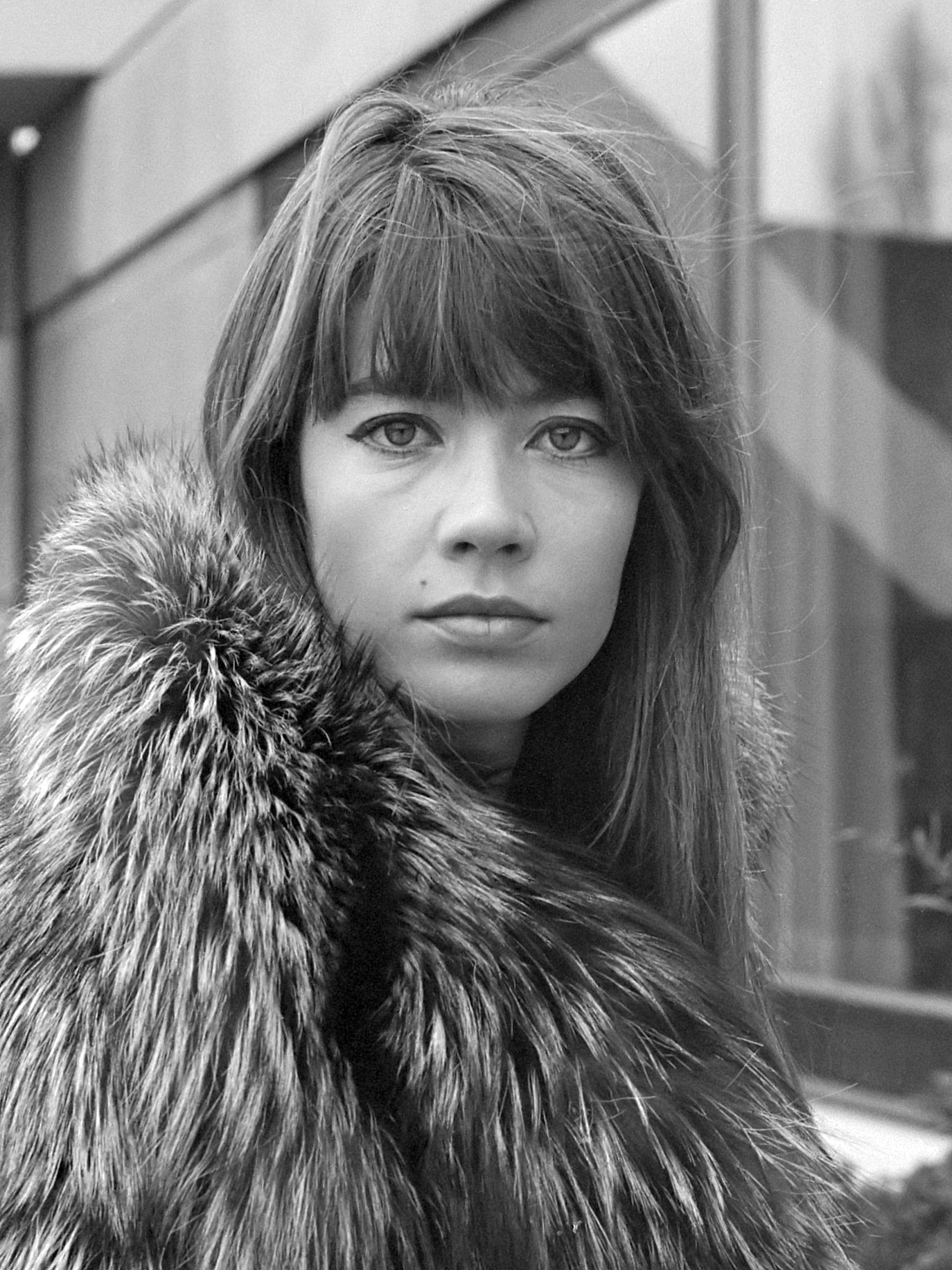
Françoise Hardy
11 juni

- Françoise Hardy (80), Frans zangeres en actrice[44]
- Arthur ‘Gaps’ Hendrickson (73), Brits muzikant en zanger[45]
- Johan Kleyn (74), Nederlands advocaat[46]
- Tony Lo Bianco (87), Amerikaans acteur[47]
- Tony Mordente (88), Amerikaans televisieregisseur en acteur[48]

### 12 juni
- Eldad Kisch (87), Nederlands vredesactivist, auteur en endocrinoloog[49]
- Larry Siedentop (88), Brits-Amerikaans politiek filosoof[50]
- Jerry West (86), Amerikaans basketballer[51]
- Vjatsjelav Zoedov (82), Russisch ruimtevaarder[52]

### 13 juni

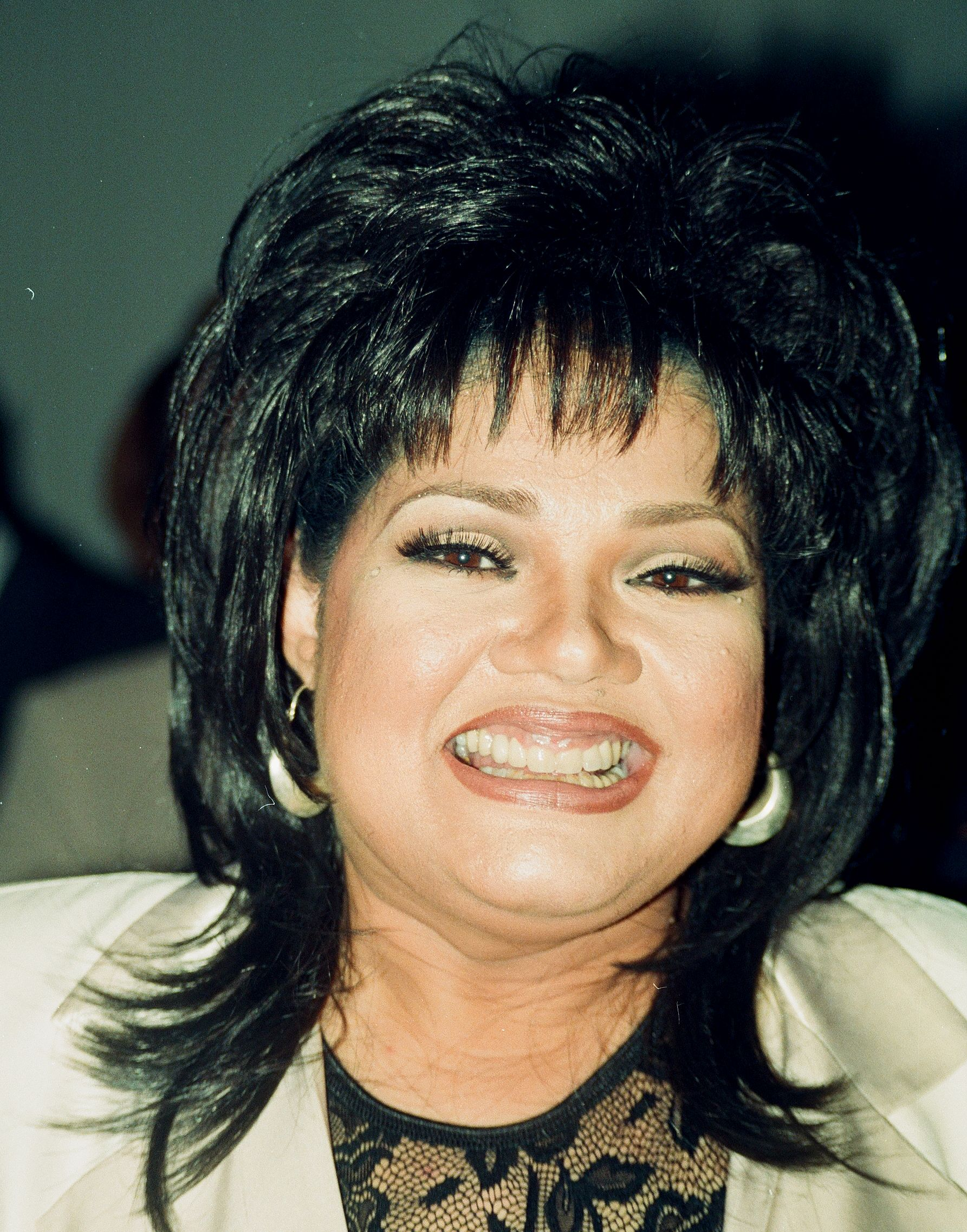
Angela Bofill
13 juni

- Gert van den Berg (88), Nederlands politicus[53]
- Angela Bofill (70), Amerikaans zangeres[54]
- Bernard Gavillet (64), Zwitsers wielrenner[55]
- Benji Gregory (Benjamin Gregory Hertzberg) (46), Amerikaans acteur[56]

### 14 juni
- Jan Bruijsten (66), Nederlands ijshockeyerspeler[57]
- Frank Cameron (87), Surinaams cultuur- en welzijnswerker[58]
- Nancy MacKenzie (81), Peruaans-Mexicaans stemactrice[59]
- Christiane Mercelis (92), Belgisch tennisspeelster[60]
- Arthur Sonnen (78), Nederlands programmeur en theaterorganisator[61]
- Guy Warren (103), Australisch kunstschilder[62]

### 15 juni
- Kevin Campbell (54), Engels voetballer[63]
- Arie van Gemert (95), Nederlands voetbalscheidsrechter[64][65]
- Jackson James Rice (18), Tongaans kitesurfer[66]
- Matija Šarkić (26), Montenegrijns-Engels voetballer[67]
- Freddy Willockx (76), Belgisch politicus[68]

### 16 juni

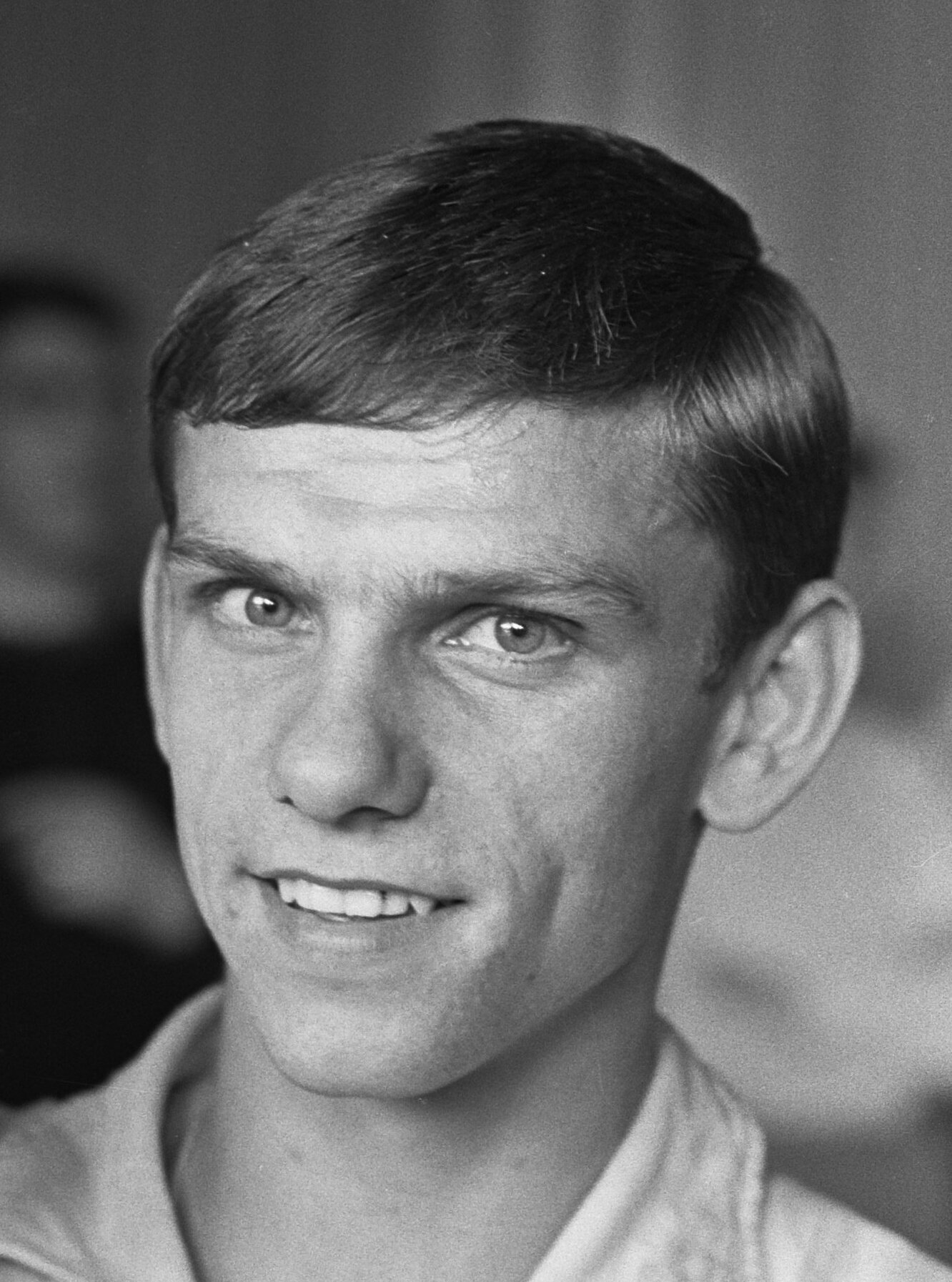
Willy Dullens
16 juni

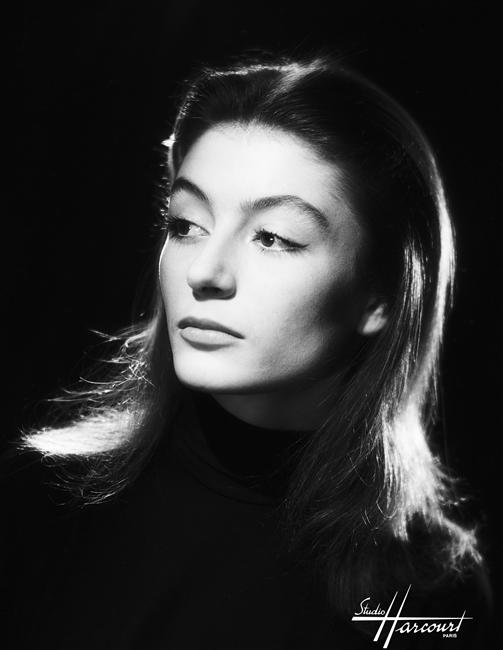
Anouk Aimée
18 juni

- Buzz Cason (84), Amerikaans zanger en songwriter[69]
- Jodie Devos (35), Belgisch sopraan[70]
- Willy Dullens (79), Nederlands voetballer[71]
- Gita Hacham (66), Zweeds-Nederlands schrijver, regisseur en beeldend kunstenaar[72]
- Charles Pahlad (81), Surinaams musicus, ondernemer en politicus[73]
- Bob Schul (86), Amerikaans atleet[74]
- Etienne Willem (51), Belgisch stripauteur[75]

### 17 juni
- Dario G (Paul Spencer) (53), Brits muzikant[76]

### 18 juni
- Anouk Aimée (Françoise Dreyfus) (92), Frans actrice[77]
- James Chance (James Siegfried) (71), Amerikaans zanger en saxofonist[78]
- Willie Mays (93), Amerikaans honkbalspeler[79]

### 19 juni

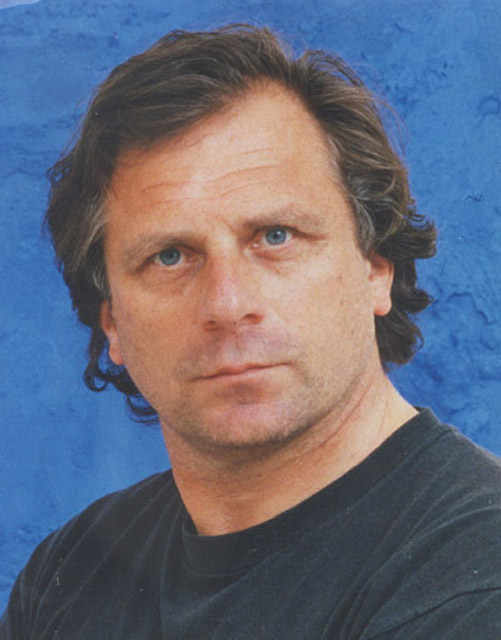
Jan Cremer
19 juni

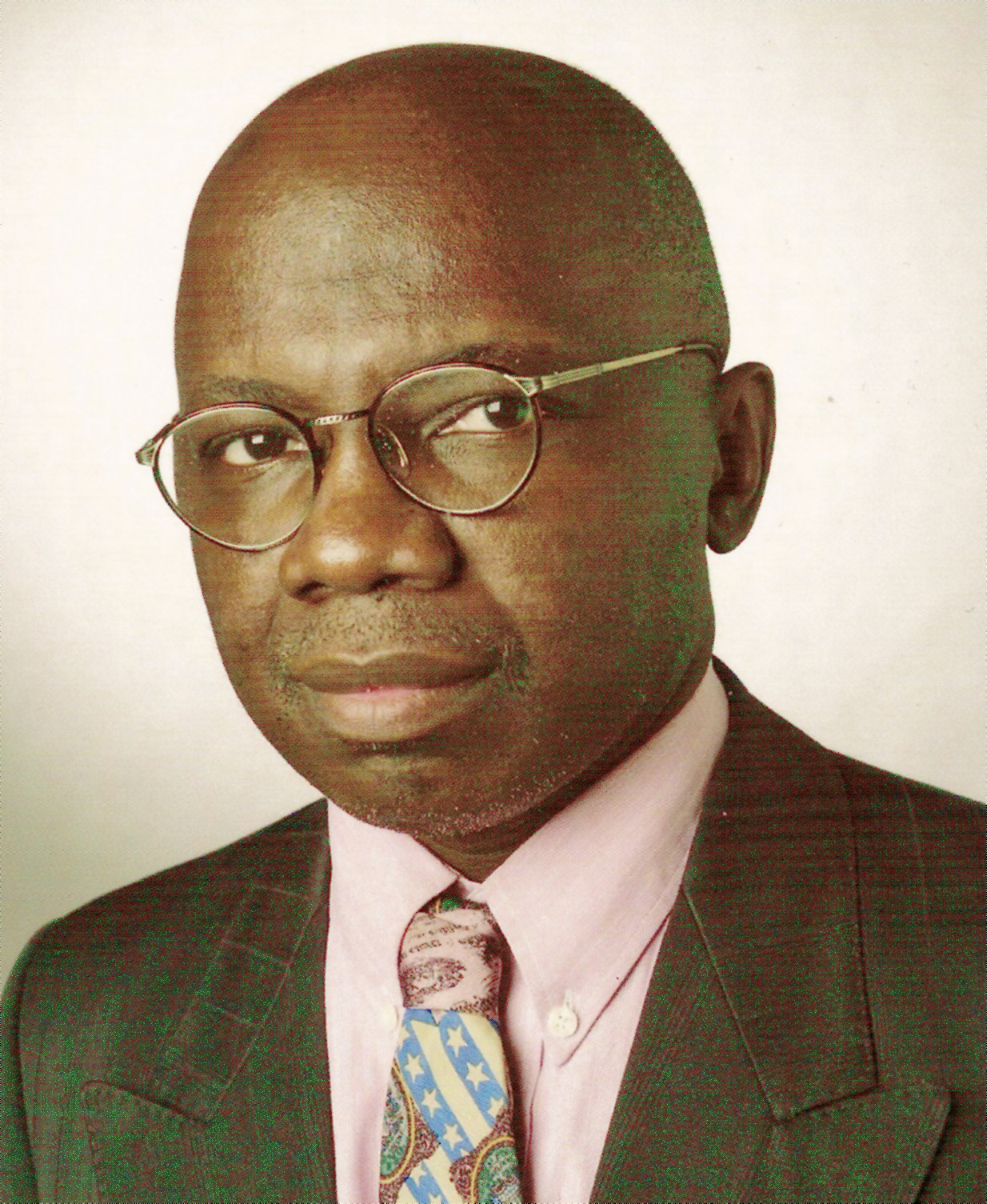
Julian With
19 juni

- Jan Cremer (84), Nederlands schrijver en beeldend kunstenaar[80]
- Julian With (69), Surinaams criticus en schrijver[81]

### 20 juni
- Paul Davidson (93), Amerikaans macro-econoom[82]
- Luc Maezelle (92), Belgisch striptekenaar[83]

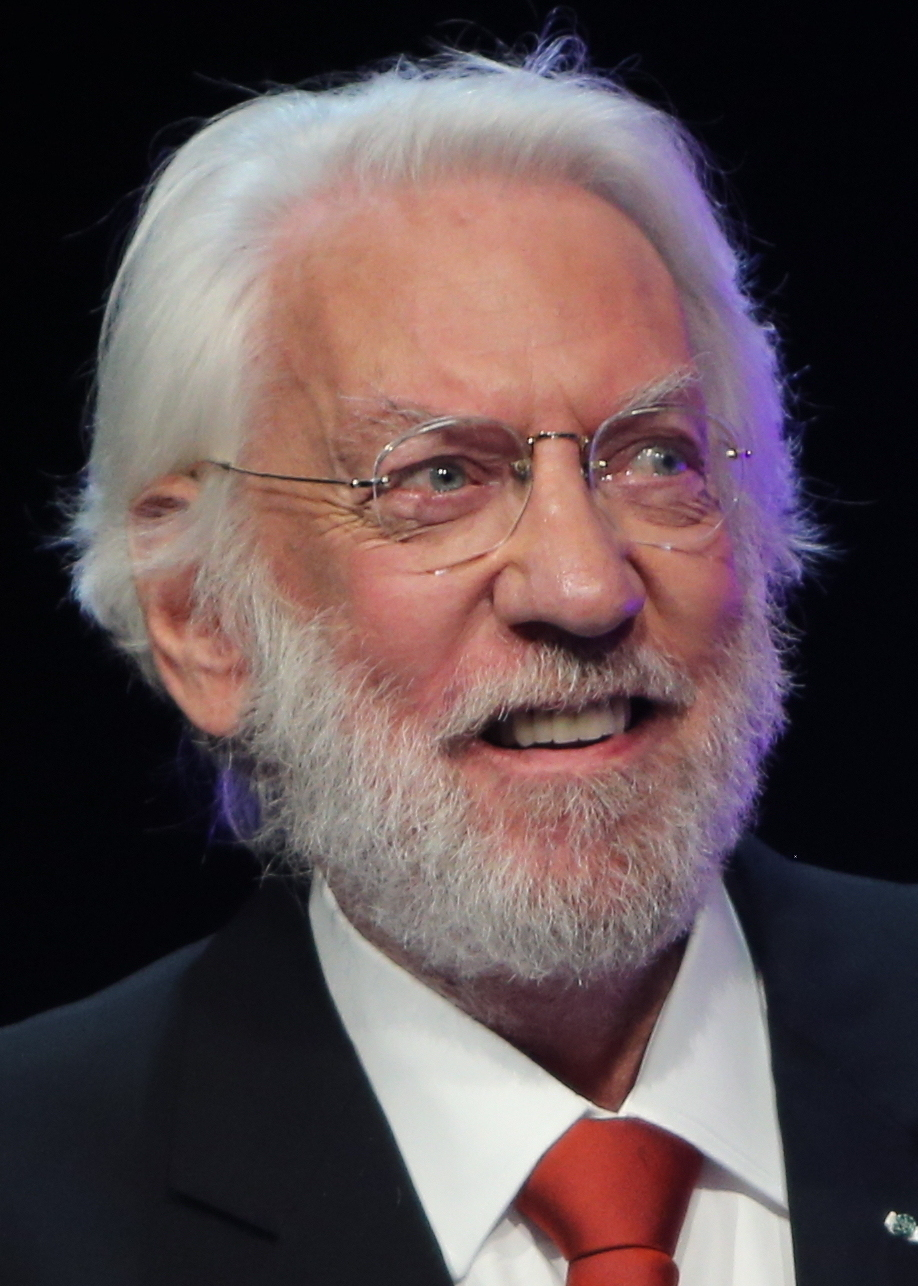
Donald Sutherland
20 juni

- Donald Sutherland (88), Canadees acteur[84]
- Lucien Vriese (68), Surinaams acteur en komiek[85]
- Chris Wiggs (74), Brits speelgoedontwerper[86]
- Taylor Wily (56), Amerikaans acteur en sumoworstelaar[87]

### 21 juni
- James Irving (96), Canadees ondernemer en miljardair[88]

### 22 juni
- Amit Singh Bakshi (98), Indiaas hockeyspeler[89]
- Jan Dahrs (89), Nederlands voetballer en voetbaltrainer [90]
- Lenie Gerrietsen (94), Nederlands turnster[91]
- Péter Kovács (64), Hongaars turner[92]

### 23 juni
- Pat Colbert (77), Amerikaans actrice[93]
- Michael Krause (77), Duits hockeyspeler[94]
- Denis Sidarenko (48), Wit-Russisch diplomaat[95]

### 24 juni
- Anton Blok (89), Nederlands antropoloog[96]
- Michel van Overbeeke (81), Nederlands kunstenaar[97]
- Shifty Shellshock (Seth Binzer) (49), Brits muzikant[98]
- Wiel Teeuwen (86), Nederlands voetbalmanager en voetballer[99]

### 25 juni

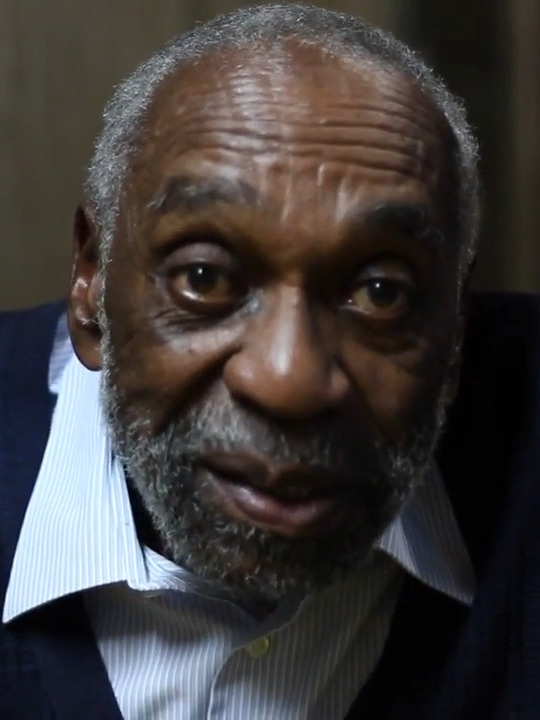
Bill Cobbs
25 juni

- Sika Anoa'i (79), Amerikaans-Samoaans professioneel worstelaar[100]
- Bill Cobbs (90), Amerikaans acteur[101]
- Anton van Dalen (86), Amerikaans-Nederlands kunstenaar[102]
- John DeFrancesco (83), Amerikaans jazz-organist[103]

### 26 juni
- Peter Armbruster (92), Duits natuurkundige[104]
- Sergei Berezin (52), Russisch ijshockeyspeler[105]

### 27 juni

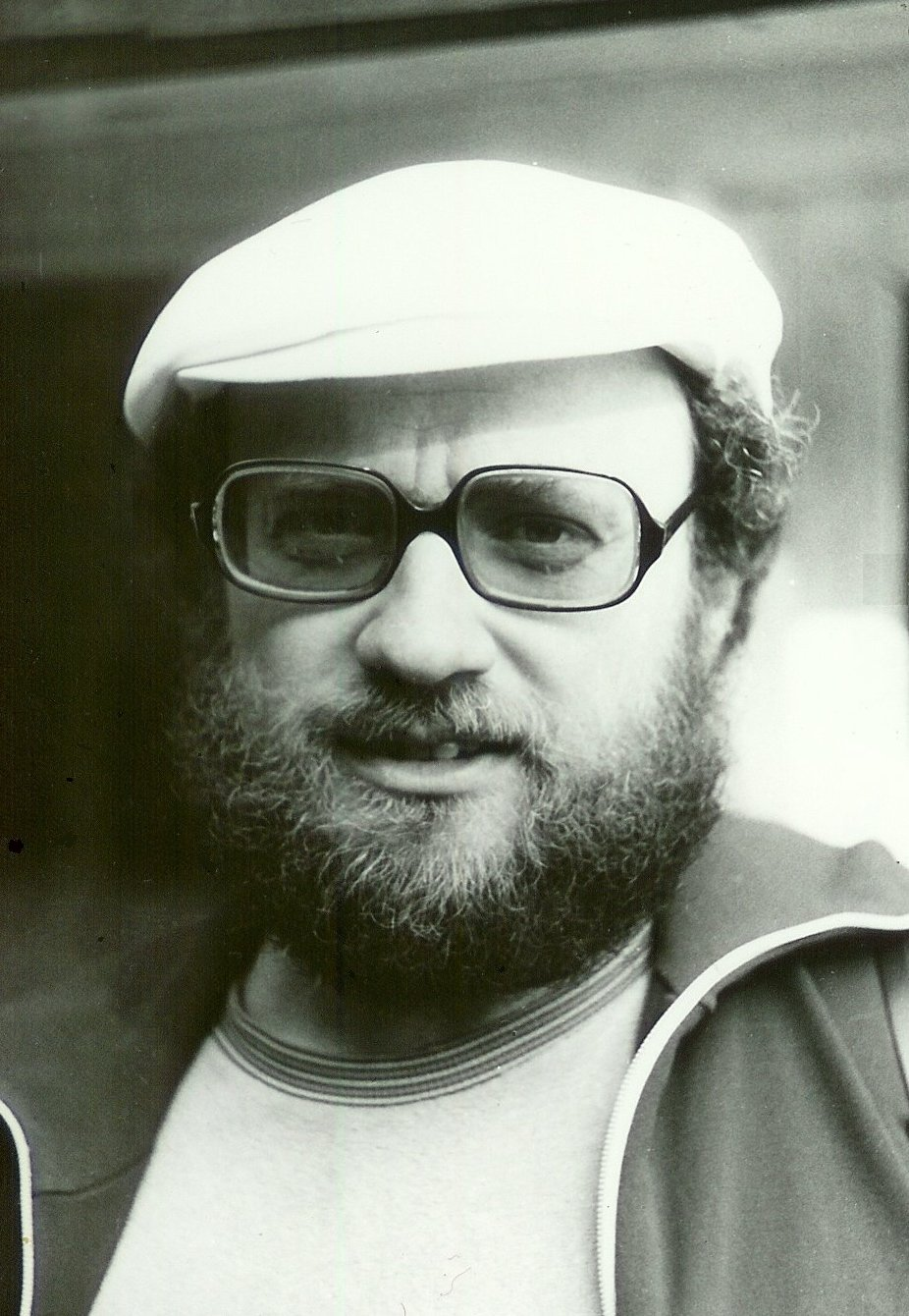
Aleksandr Knajfel
27 juni

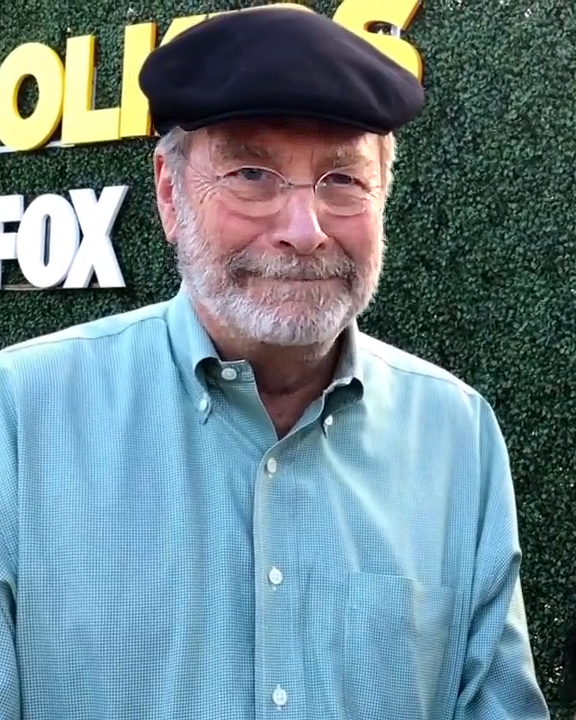
Martin Mull
27 juni

- Nancy Azara (83), Amerikaans feminist en beeldhouwer[106]
- Mikola Chrjapa (45), Oekraïens basketbalspeler[107]
- Manuel Fernandes (73), Portugees voetballer en voetbaltrainer[108]
- Kinky Friedman (79), Amerikaans muzikant, schrijver en politicus[109]
- Aleksandr Knajfel (80), Russisch componist en cellist[110]
- Martin Mull (80), Amerikaans acteur, filmproducent en scenarioschrijver[111]
- Landry N'Guémo (38), Kameroens voetballer[112]
- Frank Schlömer (78), Belgisch journalist[113]

### 28 juni
- Rudy Andeweg (72), Nederlands politicoloog[114]
- Peter Collins (73), Brits gitarist en muziekproducent[115]
- Verena Diener (75), Zwitsers politica[116]
- Betty Dragstra (72), Nederlands zangeres[117]
- Audrey Flack (93), Amerikaans kunstenares[118]
- Yves Herbet (78), Frans voetballer en voetbaltrainer[119]
- Olegário Tolói de Oliveira (84), Braziliaans voetballer en voetbaltrainer[120]

### 29 juni
- Johan van Dommele (97), Nederlands organist[121]
- Pål Enger (57), Noors misdadiger[122]
- Arie Hersche (86), Nederlands voetballer[123]
- Hans Hoogveld (77), Nederlands waterpolospeler[124]
- Jacqueline de Jong (85), Nederlands beeldend kunstenaar[125]
- Lalla Latifa Hammou (78), echtgenote van koning Hassan II van Marokko[126]
- Douglas Sheehan (75), Amerikaans acteur[127]
- Patty Waters (78), Amerikaans jazzzangeres[128]

### 30 juni
- Gilbert Desmet (93), Belgisch wielrenner[129]

januari· februari· maart· april· mei· juni· juli· augustus· september· oktober· november· december
1900 ·
1901 ·
1902 ·
1903 ·
1904 ·
1905 ·
1906 ·
1907 ·
1908 ·
1909 ·
1910 ·
1911 ·
1912 ·
1913 ·
1914 ·
1915 ·
1916 ·
1917 ·
1918 ·
1919 ·
1920 ·
1921 ·
1922 ·
1923 ·
1924 ·
1925 ·
1926 ·
1927 ·
1928 ·
1929 ·
1930 ·
1931 ·
1932 ·
1933 ·
1934 ·
1935 ·
1936 ·
1937 ·
1938 ·
1939 ·
1940 ·
1941 ·
1942 ·
1943 ·
1944 ·
1945 ·
1946 ·
1947 ·
1948 ·
1949 ·
1950 ·
1951 ·
1952 ·
1953 ·
1954 ·
1955 ·
1956 ·
1957 ·
1958 ·
1959 ·
1960 ·
1961 ·
1962 ·
1963 ·
1964 ·
1965 ·
1966 ·
1967 ·
1968 ·
1969 ·
1970 ·
1971 ·
1972 ·
1973 ·
1974 ·
1975 ·
1976 ·
1977 ·
1978 ·
1979 ·
1980 ·
1981 ·
1982 ·
1983 ·
1984 ·
1985 ·
1986 ·
1987 ·
1988 ·
1989 ·
1990 ·
1991 ·
1992 ·
1993 ·
1994 ·
1995 ·
1996 ·
1997 ·
1998 ·
1999 ·
2000 ·
2001 ·
2002 ·
2003 ·
2004 ·
2005 ·
2006 ·
2007 ·
2008 ·
2009 ·
2010 ·
2011 ·
2012 ·
2013 ·
2014 ·
2015 ·
2016 ·
2017 ·
2018 ·
2019 ·
2020 ·
2021 ·
2022 ·
2023 ·
2024 ·
2025